# Весоловський Остап
Остап Весоловський (20 вересня 1872, с. Чесники — 1 березня 1929, Стрий) — український політичний та громадський діяч. Працював судовим радником, був діяльним в УНДП. Делегат Української Національної Ради ЗУНР від міста Стрий. Батько українського композитора та музиканта Богдана Весоловського.

## Життєпис
Остап Весоловський народився 20 вересня 1872 року в с. Чесники.
Працював богородчанським повітовим суддею. Одружився з донькою священника Марією Охримович. У Богородчанах 4 лютого 1903 року в подружжя народився старший син Ярема Весоловський — визначний діяч Пласту, один із співзасновників 3 куреня УУСП «Лісові чорти», активний учасник Листопадового зриву, член Верховної Пластової Команди.
У 1914 році родина Весоловських емігрувала до Відня, рятуючись від російських окупантів. Тут у Відні 30 травня 1915 року народився молодший син Богдан. У травні 1915 року Весоловські повернулися до Стрия.
Остап Весоловський став одним з найвпливовіших[джерело?] політиків Галичини: брав участь у засіданні Української Національної Ради ЗУНР, коли проголосили Злуку, був делегатом Стрийщини на Святі Злуки у Києві 22 січня 1919 року.
У період ЗУНР Остап Весоловський був обраний головою Окружного суду Стрийщини.
Після поразки перших визвольних змагань Остап Весоловський був арештований поляками у 1919 році та перебував в ув'язнені до 1920 року.